# David Cubillán
David Cubillán (Maracaibo, Venezuela, 27 de julio de 1987) es un jugador de baloncesto venezolano que pertenece a la plantilla de Trotamundos de Carabobo de la Superliga Profesional de Baloncesto de Venezuela. Con 1,82 metros de estatura, juega en la posición de base.

## Trayectoria deportiva

### Universidad
Cubillán jugó cuatro temporadas de baloncesto universitario, entre 2006 y 2010 con los Golden Eagles de la Universidad de Marquette, encuadrada en la Division I de la NCAA, donde registró un promedio de 4,6 puntos, 1,4 rebotes y 1,7 asistencias por partido.

### Profesional
Su debut tuvo lugar en la temporada 2010-11 con Espartanos de Margarita, club de la liga venezolana.
Firmó en 2011-12 con los Soles de Mexicali de la Liga Mexicana de Baloncesto, acreditando 13.6 puntos y 3.6 asistencias en 40 encuentros. Seguidamente se unió a los Trotamundos de Carabobo de la liga venezolana, siendo seleccionado como novato del año en la Liga Profesional de Baloncesto de Venezuela.
Permanece en 2012-13 en Trotamundos con medias de 11.7 puntos y 4.6 asistencias.
En julio de 2013 firmó un contrato para jugar con el Maccabi Haifa de la Liga Israelí de baloncesto, su primera experiencia en Europa. Disputó 22 partidos con medias de 6.4 puntos y 2.6 rebotes antes de terminar la temporada en las filas del Maccabi Ashdod, también en Israel.
Entre 2013 y 2017 jugó en su país para Trotamundos de Carabobo (2014-15), Guaros de Lara  (2015) y de nuevo Trotamundos (2015-16 y 2016-17). Fue en estas últimas temporadas en las que se significó como uno de los jugadores más importantes de Venezuela, especialmente en 2015-16 cuando promedió 18.4 puntos y 6 asistencias en la liga doméstica.
A mediados de 2017 fichó con el Flamengo, club para el que jugaría una temporada en el campeonato barsileño promediando 8.7 puntos y 2.9 asistencias. 
En 2018-19 retorna a Venezuela y de nuevo juega con Trotamundos y Guaros. 
Durante la temporada 2019-20 militó en el Fuerza Regia de la liga profesional de México en el que promedió 9 puntos, 2,7 rebotes, 3 asistencias y un 39 % en triples en únicamente 6 partidos antes de la conclusión de las competiciones debido a la pandemia de coronavirus.
El 5 de agosto de 2020, se hace oficial el acuerdo del jugador para jugar en España en las filas del Levitec Huesca de la Liga LEB Oro,donde promedió casi 12 puntos y 2.5 rebotes con un 43% de acierto desde más allá de la línea de tres puntos.
El 27 de abril de 2021 es contratado por Trotamundos de Carabobo con el cual gana la SLB en su II edición.
El 11 de julio de 2021 se hace oficial su contratación por parte del equipo brasileño Unifacisa Basketball. En la liga de dicho país establece medias de 8.7 puntos y 2.7 asistencias en 37 partidos.  
El 2 de junio de 2022 regresa a Trotamundos de Carabobo para disputar la SPB,contribuyendo con 13.7 puntos y 3.7 asistencias de media en los 32 partidos que disputó.
El 19 de noviembre se da a conocer que disputaría las finales de la Liga Profesional de Baloncesto de Colombia con el equipo Caribbean Storm Islands y pocos días después, el 29 de noviembre, se conoce que el base reemplaza a Heissler Guillent en el equipo Titanes de Barranquilla, también de Colombia, para disputar las fases finales de la Liga Sudamericana de Baloncesto 2022.
El 23 de enero de 2023 se suma a la plantilla del Club Atlético Goes de la Liga Uruguaya de Básquetbol siendo así la primera experiencia del base en dicho país.Apenas dos semanas más tarde, el 8 de febrero, se da a conocer la noticia que se uniforma con los Guaiqueríes de Margarita de la Superliga Profesional de Baloncesto, culminando la temporada en el mes de junio con promedios de 10 puntos y 2.9 asistencias.
Inicia la campaña 2023-24 con las Abejas de León de la Liga Mexicana, disputando 26 encuentros en los que acredita 10.4 puntos y 4.3 asistencias. 
En diciembre de 2023 se incorpora a los Halcones de Xalapa para disputar la Basketball Champions League Americas.

### Selección nacional
Cubillán es miembro de la selección de baloncesto de Venezuela. Integró el plantel que conquistó el Campeonato Sudamericano de Baloncesto en 2014 y 2016, y del que se impuso en el Campeonato FIBA Américas de 2015. 
Asimismo fue parte del equipo que representó a su país en el torneo de baloncesto de los Juegos Olímpicos de Río de Janeiro 2016, el cual terminó en la décima posición y registró 5.8 puntos y 2.4 asistencias.
Durante agosto y septiembre de 2023 fue integrante de la selección de Venezuela que participó en el Mundial de 2023 celebrado en Asia, y que finalizó en trigésimo lugar. Sus promedios fueron de 7.6 puntos y 3.2 asistencias.